# Jack Johnson (1970)
Jack Johnson ist ein US-amerikanischer Dokumentarfilm aus dem Jahr 1970.

## Handlung
Mit Fotografien und Wochenschauaufnahmen wird das Leben des schwarzen Schwergewichtsboxers Jack Johnson aufgearbeitet. Anfang des 20. Jahrhunderts beginnt Johnson mit seinem Sport. 1908 erringt er in Australien die Weltmeisterschaft im Schwergewicht gegen Tommy Burns. Im „Kampf des Jahrhunderts“ schlägt er 1910 James J. Jeffries. Johnson macht ein Rennen gegen den Automobilrennfahrer Barney Oldfield. 1915 unterliegt er in einem skandalumwitterten Kampf in Havanna Jess Willard.
Nach seiner Box-Karriere verläuft Johnsons Leben turbulent. Er heiratet nacheinander drei weiße Frauen. In Chicago wird er wegen Ausschweifungen festgenommen und verurteilt. Johnson flieht nach Europa und kehrt später freiwillig in die USA zurück, um seine Gefängnisstrafe im Bundesgefängnis Leavenworth anzutreten. In Russland trifft er Rasputin, in Spanien schlägt er sich als Amateur-Stierkämpfer durch. Zurück in den USA arbeitet Johnson in Hollywood in kleinen Spielfilmen. In den 1930er Jahren ist er der Star für einen Flohzirkus in Manhattan. 1946 stirbt Jack Johnson bei einem Autounfall.

## Kritik
A. H. Weiler von der New York Times beschrieb den Film als erstaunlich lebendig und faszinierend und lobte die akribische Zusammensetzung des Filmmaterials.
Auch Roger Ebert von der Chicago Sun-Times bescheinigt dem Film Faszination, doch er bemängelt, dass die Filmaufnahmen nicht unbedingt den Menschen Jack Johnson ergründen. Man werde mit der Figur des öffentlichen Lebens alleine gelassen.

## Auszeichnungen
1971 wurde der Film in der Kategorie Bester Dokumentarfilm für den Oscar nominiert.

## Hintergrund
Die Premiere des Films fand am 25. Juli 1970 in Detroit statt.
Jim Jacobs und William Clayton hatten vorher schon bei zwei Dokumentarfilmen über Boxer zusammengearbeitet, u. a. für Legendary Champions (1968).
Einer Meldung der Daily Variety zufolge hat der Film den Autor Howard Sackler dazu inspiriert, sein Bühnenstück The Great White Hope zu schreiben, das 1970 von Martin Ritt mit James Earl Jones verfilmt wurde.
Der Schauspieler Brock Peters verlieh Jack Johnson seine Stimme.
Der Soundtrack stammt aus dem Album A Tribute to Jack Johnson, das Miles Davis als Filmmusik Anfang 1970 aufnahm. Sie kommentiert, intensiviert, konterkariert aber auch die Bildsprache des Films. Mit der aufrüttelnden Filmmusik kommt die Johnson-Biographie Peter Kemper zufolge in der Gegenwart an. Teilweise, etwa im Autorennen Johnsons gegen Barney Oldfield habe man das Gefühl, als peitschten die Feuerstöße aus der Trompete den Wagen Johnsons an.